# Euploea mattyensis
Euploea mattyensis är en fjärilsart som beskrevs av Hans Fruhstorfer 1912. Euploea mattyensis ingår i släktet Euploea och familjen praktfjärilar. Inga underarter finns listade i Catalogue of Life.